# Nuevo Arroyo Tambor
Nuevo Arroyo Tambor är en ort i Mexiko.   Den ligger i kommunen Tierra Blanca och delstaten Veracruz, i den sydöstra delen av landet, 300 km öster om huvudstaden Mexico City. Nuevo Arroyo Tambor ligger 60 meter över havet och antalet invånare är 310.
Terrängen runt Nuevo Arroyo Tambor är platt. Runt Nuevo Arroyo Tambor är det ganska tätbefolkat, med 65 invånare per kvadratkilometer. Närmaste större samhälle är Tetela, 16,6 km väster om Nuevo Arroyo Tambor. Trakten runt Nuevo Arroyo Tambor består till största delen av jordbruksmark.